# ムラワルマン大学
ムラワルマン大学（ムラワルマンだいがく Mulawarman University、略称UNMUL）は、インドネシア共和国の東カリマンタン州サマリンダにある国立大学である。4つのキャンパスを有し、メインキャンパスはグヌンケルアに位置している。
カリマンタンでの最高学府であり、インドネシア大学・バンドン工科大学と教育・研究に関する協力を行っている。
「ムラワルマン」という名前は、西暦4世紀から5世紀に統治したクタイ・マルタディプラ王国（インドネシア最古のヒンドゥー教王国の一つ）の伝説的な王ムラワルマン・ナラ・デワに由来している。

## 歴史
1962年に設立され、東カリマンタン最古の大学機関であり、現在では、カリマンタンで最大かつ最高学府となっている。
創立初期においては、国務貿易管理学部（現：社会政治学部および経済学部）、農学部、林学部、鉱業学部（現：天然資源研究センター）の4つの学部であった。現在では、工学・情報科学、医学・薬学、教育学・文化学、法学なども包括的に有する総合公立大学として運営されている。

## 学部
- 社会政治学部
- 経済学部
- 農学部
- 林学部
- 水産海洋科学部
- 工学部
- 情報・コンピュータ科学部
- 数理科学部
- 医学部
- 薬学部
- 公衆衛生学部
- 教育科学部
- 文化学部
- 法学部

学生数は約35,000人程度（カリマンタン最大）であり、特に、森林・熱帯、海洋・天然資源に関わる研究活動を強化している。

## 日本の学生交流協定校
- 千葉大学
- 東京海洋大学
- 大阪工業大学